# 洗马河 (普渡河)
洗马河，位于中华人民共和国云南省中部，是金沙江水系普渡河支流，发源于寻甸回族彝族自治县联合乡北部，蜿蜒东南流至凤合镇杨家湾村转西南流，至倘甸镇竹园村转东北流，过虎街村进入禄劝彝族苗族自治县，至禄劝转龙镇烂泥塘村转西南流，至三江口与九龙河一起汇入普渡河干流。河长78千米，河道比降22.8‰，流域面积1330千米，年均径流量5.58亿立方米。
上游为丘陵山地，河流穿流于峡谷中。中游有凤仪宽谷和转龙坝子。